# Boli Bolingoli
Boli Bolingoli Mbombo (* 1. Juli 1995 in Antwerpen, Belgien) ist ein belgischer Fußballspieler mit kongolesischen Wurzeln. 

## Karriere
Bolingoli begann seine Karriere bei Berchem Sport. Nachdem er anschließend beim KSK Beveren, Royal Antwerpen und Germinal Beerschot gespielt hatte, wechselte er 2010 zum FC Brügge. Sein Debüt in der Pro League gab Bolingoli am 26. Juli 2013 gegen Sporting Charleroi. Im Januar 2017 wurde er für sechs Monate an den Ligakonkurrenten VV St. Truiden verliehen. Zur Saison 2017/18 wechselte er nach Österreich zum SK Rapid Wien, bei dem er einen bis Juni 2020 gültigen Vertrag erhielt. Zur Saison 2019/20 wechselte er nach Schottland zu Celtic Glasgow, wo er einen bis Juni 2023 laufenden Vertrag erhielt. Nach persönlichen Verfehlungen von Bolingoli in Glasgow während der Covid-19-Pandemie wurde er im September 2020 in die Türkei zu Istanbul Başakşehir FK verliehen. Dort absolvierte er bis zum Saisonende zwölf Partien in der Süper Lig und kehrte dann zu den Schotten zurück. Bis zur Winterpause 2021/22 wurde er allerdings nur noch zwei Mal in der Liga eingesetzt und so verlieh man Bolingoli im Februar 2022 an den russischen Erstligisten FK Ufa. Die Leihe endete jedoch nach nur zwei Monaten aufgrund der russischen Invasion in der Ukraine.
Mitte Juli 2022 wechselte er zum belgischen Erstdivisionär KV Mechelen und unterschrieb dort einen Vertrag mit einer Laufzeit von zwei Jahren. In seiner ersten Saison bestritt er 19 von 34 möglichen Ligaspielen und zwei Pokalspiele. In der nächsten Saison waren es aufgrund mehrerer Muskelverletzungen nur 12 von 40 möglichen Ligaspielen sowie das verlorene Spiel um den Supercup.
Anfang Juli 2024 wechselte er zum Ligakonkurrenten Standard Lüttich, bei dem er einen Vertrag mit einer Laufzeit von zwei Jahren unterschrieb. Hier kam er in seiner ersten Saison auf 18 von 40 möglichen Ligaspielen, sowie ein Pokalspiel.

## Erfolge
- Belgischer Pokalsieger: 2014/15
- Belgischer Meister: 2015/16
- Belgischer Superpokalsieger: 2016 (alles FC Brügge)
- Schottischer Meister: 2019/20, 2021/22
- Schottischer Pokalsieger: 2019/20
- Schottischer Ligapokalsieger: 2019/20 (alles Celtic Glasgow)

## Sonstiges
Der Abwehrspieler ist ein Cousin der beiden Fußballprofis Romelu und Jordan Lukaku.